# Auguste Galimard
Auguste Galimard, est un peintre, lithographe, créateur de vitraux et critique d'art français, né à Paris le 25 mars 1813, mort à Montigny-lès-Cormeilles le 16 janvier 1880.

## Biographie
Auguste Galimard a d'abord été l'élève de ses oncles, le peintre d'histoire Nicolas-Auguste Hesse et le portraitiste Henri-Joseph Hesse. Il est ensuite admis à l'atelier de Jean-Auguste-Dominique Ingres. Il est aussi l'élève du sculpteur Denis Foyatier.
Il débute au Salon de Paris en 1835 et y connaît le succès avec ses deux tableaux : Les trois Maries au sépulcre et Une Châtelaine du XVe Siècle. Il participe au Salon de 1835 à 1880. La Séduction de Léda qu'il envoie pour l'Exposition universelle de 1855 est refusé par le jury. Ce refus controversé, commenté dans la presse, lui procure une renommée à l'étranger. Napoléon III achète le tableau et le donne au roi Guillaume Ier de Wurtemberg.
En 1846, Galimard reçoit la commande de la décoration du chœur de l'église Saint-Laurent. Il fournit huit cartons pour les premiers vitraux qui sont réalisés par le peintre-verrier Ernest Lami de Nozan (1801-1877). Il participe à la conception du décor vitré de plusieurs églises de Paris et de l'Île-de-France.
Galimard a aussi une activité de critique d'art. Il publie ses articles dans des revues comme L'Artiste, La Patrie et Gazette des beaux-arts sous les pseudonymes de Judex, Dicastès ou Richter. Il signe aussi et toujours sous le pseudonyme de Dicastès dans L'Intermédiaire des chercheurs et curieux Sous le pseudonyme de Judex et Dicastès, il a signé des articles, critiques d'art des Salons de peinture (1849, 1850 et 1852)
Il fut également directeur de l'école de peinture réservée aux femmes ouverte par Louise Marie-Jeanne Hersent au 22 rue Cassette à Paris.
En 2021 un tableau La vierge en prière est retrouvé à Pithiviers ; après restauration, il devrait être installé dans l'Église Saint-Salomon-et-Saint-Grégoire de la commune

## Œuvres religieuses et collections publiques
- Église Saint-Salomon-et-Saint-Grégoire de Pithiviers, La Vierge en prière, 1839
- Église de Breuillet, Un ange, 1845
- Église Saint-Laurent
  - Quatre évangélistes, vitraux, 1848-1851
  - Saint Laurent soutenu par les anges, vitrail, 1867
- Église de Vincennes
  - vitraux, 1849
  - L'ange des grâces célestes, vitrail
- Église de Jonzac, La Vierge aux douleurs, 1849
- Église de Morlaàs, La nativité, 1851
- église Sainte-Clotilde, Saint Denis, évêque et martyr, vitraux, 1857 - 1875
- Église Saint-Philippe-du-Roule
  - La sainte Vierge en adoration, vitrail, 1859
  - Jésus-Christ bénissant le monde, vitrail, 1879
- Église de Bréhémont, cinq verrières

- Paris, musée d'Orsay, L'Ode, 1846
- Versailles, musée de l'Histoire de France :
  - Saint Louis, roi de France
  - Henri Jules de Bourbon, prince de Condé

Saint-Dizier, Haute-Marne (Musée), portrait de Louis-Philippe, copie d'après Gerard

## Essai
- Frédéric Judex Le Cauchemar, ou Ma délivrance, songe historique provoqué par Rose Chifflard, sage-femme, et appuyé d'un fac-simile à titre de pièce justificative 1864 (lire en ligne sur Gallica)

## Salons
- Les trois Maries au sépulcre, Salon de 1835,
- Une châtelaine du XVe siècle, Salon de 1835,
- La liberté s"appuyant sur le Christ, de chaque côté, saint Jacques et saint Jean, Salon de 1836,
- Nausicaa et ses compagnes, Salon de 1841,
- Le moineau de Lesbie, Salon de 1849,
- Jésus-Christ, Salon de 1849,
- Junon jalouse, Salon de 1849,
- Gilbert à l'hôpital, Salon de 1849,
- La séduction de Léda, Salon de 1857 (donné au roi de Wurtemberg),
- Sainte Cécile, vierge et martyre, Salon de 1857,
- Sainte Hélène, mère de l'empereur Constantin, Salon de 1857,
- Saint Hilaire, évêque de Poitiers, Salon de 1857,
- Saint Prosper d'Aquitaine, Salon de 1857,
- Sainte Camille, vierge, Salon de 1857,
- Saint Germain, évêque d'Auxerre, Salon de 1857,
- Sainte Geneviève, vierge et patronne de Paris, Salon de 1857,
- Sainte Radegonde, reine de France, femme de Clotaire Ier, Salon de 1857,
- Saint Grégoire le Grand, pape et docteur de l'Église, salon de 1857,
- Mater amabilis, décoration pour un oratoire, Salon de 1866,
- La papauté, Salon de 1868,
- Portrait de feu Auguste Hesse, peintre d'histoire, membre de l'Institut, Salon de 1870,
- Chérubin, Salon de 1874,
- Séraphin, Salon de 1874,
- Le pré des Lions, Salon de 1875,
- Vue prise de Montigny-lez-Cormeilles, au mois de juin, le matin, Salon de 1875,
- L'impératrice Eudoxie, Salon de 1875,
- Portrait de Mme A. J…, Salon de 1877,
- L'archange saint Gabriel, Salon de 1877,
- Le Pape, docteur infaillible, Salon de 1880,